# Martí (historietista)
Martí Riera Ferrer (Barcelona, 1955 - Barcelona, 19 de enero de 2024), que firmaba simplemente como Martí, fue un historietista español.

## Biografía
Martí Riera estudió en la Escuela Massana de Artes y Oficios. Entre los años 1975 y 1979 publicó sus historias en revistas alternativas como Rock COMIC y Star. 
En 1979 nació la revista El Víbora y Martí empezó a colaborar en la nueva publicación desde su primer número, desarrollando la serie Tony Nuevaola y Lola Lista contra los Nada (1979), con la colaboración de Rodolfo, así como varias creaciones cortas.
Ya con guiones propios, inició su serie más famosa, Taxista (1982), sobre un justiciero urbano. Su siguiente obra de largo aliento fue Doctor Vértigo (1988).
En 1989 empezó a colaborar con otra revista recién lanzada por Ediciones La Cúpula: Makoki. También escribió guiones de cómic erótico para Tobalina. A partir de entonces se retiró a vivir a un pueblo, publicando de forma esporádica historietas como Calvario Hills. El 22 de enero de 2024, Ediciones La Cúpula anunció su fallecimiento.

## Obra
| Años             | Título                                               | Publicación original                       | Recopilaciones                                                                      | Otros datos                       |
| ---------------- | ---------------------------------------------------- | ------------------------------------------ | ----------------------------------------------------------------------------------- | --------------------------------- |
| 1976             | Pipo en Vamos, Pipo, desembucha                      | Estómago eléctrico                         |                                                                                     |                                   |
| 1976             | Enigma en el Flech Azul                              | Estómago eléctrico                         |                                                                                     |                                   |
| 1976             | Pig Crazy in Spain                                   | Picadura selecta                           |                                                                                     |                                   |
| 1976             | Curiosa historia sobre perros y gatos                | Picadura selecta                           | Antología española del Comix Underground (1981)                                     |                                   |
| 1976             | Don Alberto Cuenta Corriente                         | Rock Comix 1                               | Antología española del Comix Underground (1981)                                     | Con Montesol                      |
| 1976             | Pili la calientapollas                               | Rock Comix 3                               |                                                                                     | Con Montesol                      |
| 1977             | Domingo Cantamañanas en Que bien que se está en casa | Star 21                                    |                                                                                     |                                   |
| 1977             | El Nabo                                              | El sidecar                                 |                                                                                     |                                   |
| 1977             | Mi chica                                             | A la calle                                 |                                                                                     |                                   |
| 1978             | Sin título                                           | Papel                                      |                                                                                     |                                   |
| 1979             | Monstruos modernos                                   | Star 47                                    | Monstruos Modernos (1988), Atajos (2013)                                            |                                   |
| 1979-1980        | Contra los N.A.D.A.                                  | El Víbora 1-7                              | El Víbora Historias Completas (1990)                                                | Con Rodolfo                       |
| 1980             | La última película                                   | El Víbora 8-9                              | Monstruos Modernos (1988)                                                           |                                   |
| 1980             | Un trabajo en la costa                               | El Víbora 8-9                              | Monstruos Modernos (1988)                                                           |                                   |
| 1980             | Zurich 1916                                          | El Víbora 11                               |                                                                                     | Con Onliyú                        |
| 1980             | Intro                                                | El Víbora 12                               |                                                                                     |                                   |
| 1980             | Romeo y Julieta 1981                                 | El Víbora Especial Amor                    | Monstruos Modernos (1988), Atajos (2013)                                            |                                   |
| 1981             | Los fuera de la ley                                  | El Víbora 16                               | Monstruos Modernos (1988)                                                           |                                   |
| 1981             | Pepe Brocha                                          | El Víbora 18, 20-21                        |                                                                                     |                                   |
| 1981             | Darwin                                               | El Víbora 23                               |                                                                                     | Con Onliyú                        |
| 1981             | Acab y Jezabel                                       | El Víbora 24                               |                                                                                     | Con Onliyú                        |
| 1981             | ¿Qué es el crimen?                                   | El Víbora 25                               |                                                                                     | Con Onliyú                        |
| 1981             | Fu-Man-Chu                                           | El Víbora Especial El Golpe                |                                                                                     |                                   |
| 1982             | El gabinete del Dr. Martí                            | El Víbora 26                               | Monstruos Modernos (1988), Atajos (2013)                                            |                                   |
| 1982             | Fascinación                                          | Rambla 1                                   | Terrorista (1989))                                                                  |                                   |
| 1982             | Las manos, los pies y el estómago                    | Rambla 4                                   | Terrorista (1989)                                                                   |                                   |
| 1982             | Tienes un futuro en la policía nacional              | El Víbora 27                               | Monstruos Modernos (1988)                                                           | Con Carlos Sampayo                |
| 1982-, 1985-     | Taxista                                              | El Víbora 28, 31-, 68-                     | Taxista (1984) Taxista, II (1991) Taxista (2004) Taxista. Edición definitiva (2023) |                                   |
| 1982             | El tirón                                             | El Víbora 36                               |                                                                                     | Con Ondarra                       |
| 1982             | El genio                                             | El Víbora Especial Música                  | Monstruos Modernos (1988)                                                           |                                   |
| 1983             | Oscar                                                | El Víbora 39                               | Monstruos Modernos (1988), Atajos (2013)                                            |                                   |
| 1983-1984        | Calma chicha                                         | El Víbora 46, 50, 59                       | Monstruos Modernos (1988), Atajos (2013)                                            |                                   |
| 1983             | Vida futura                                          | El Víbora Especial Futuro                  |                                                                                     |                                   |
| 1984             | Pistas                                               | El Víbora 53                               | Monstruos Modernos (1988)                                                           |                                   |
| 1984             | La edad contemporánea                                | El Víbora 61                               |                                                                                     | Con Onliyú y Carulla              |
| 1984-1985        | Esmeraldas vírgenes                                  | El Víbora 62, 64                           |                                                                                     | Con Onliyú                        |
| 1985             | Yo acuso                                             | El Víbora 65                               |                                                                                     |                                   |
| 1986             | El asombroso mudo que habla                          | El Víbora 73                               | Monstruos Modernos (1988)                                                           |                                   |
| 1986             | Terrorista                                           | El Víbora 74                               | Terrorista (1989), Atajos (2013)                                                    |                                   |
| 1986, 1988, 1990 | Tiras                                                | El Víbora 74, 101, 103-105, 108, 128       |                                                                                     |                                   |
| 1986             | Hug el troglodita                                    | El Víbora 75                               |                                                                                     |                                   |
| 1986             | Halley                                               | El Víbora 76                               |                                                                                     |                                   |
| 1986             | La guerra de los 6 minutos                           | El Víbora 77                               | Terrorista (1989)                                                                   |                                   |
| 1986             | La ley                                               | El Víbora 78                               | Monstruos Modernos (1988)                                                           |                                   |
| 1986             | La viuda alegre                                      | El Víbora 78                               |                                                                                     |                                   |
| 1986             | Extrema decisión                                     | El Víbora Especial Crimen                  |                                                                                     | Con Mediavilla                    |
| 1987             | M                                                    | El Víbora 87                               | Terrorista (1989)                                                                   |                                   |
| 1987             | Sospecha letal                                       | El Víbora Especial Pasión                  | Terrorista (1989), Atajos (2013)                                                    |                                   |
| 1988             | La duda                                              | El Víbora 95                               |                                                                                     |                                   |
| 1988             | Lo real                                              | El Víbora 100                              | Terrorista (1989), Atajos (2013)                                                    |                                   |
| 1988             | Babykiller                                           | El Víbora 102                              | Terrorista (1989), Historias de realismo sucio (2002), Atajos (2013)                |                                   |
| 1988             | No oyes ladrar a los perros                          | El Víbora 103                              | Terrorista (1989), Historias de realismo sucio (2002), Atajos (2013)                | Basada en un relato de Juan Rulfo |
| 1988             | Doctor Vértigo                                       | El Víbora 107-                             | Doctor Vértigo (1989)                                                               |                                   |
| 1989             | In secula seculorum                                  | El Víbora 113-114                          | Historias de realismo sucio (2002), Atajos (2013)                                   | Con Marta y Pons                  |
| 1989             | Una vida feliz                                       | El Víbora 117                              |                                                                                     | Con Pilar                         |
| 1989             | Alien, el tercer pasajero                            | El Víbora 117                              |                                                                                     | Con Iron                          |
| 1989             | El problema de Pedro                                 | El Víbora Especial Humor                   |                                                                                     | Con Mariel                        |
| 1989             | Dioxenes                                             | Makoki (2ª Etapa) 1                        |                                                                                     |                                   |
| 1989             | El sicario Macario                                   | Makoki (2ª etapa) 1                        |                                                                                     |                                   |
| 1990             | Repulsión                                            | El Víbora 123                              | Terrorista (1989), Atajos (2013)                                                    |                                   |
| 1990             | La saga de los Bosanova/Barcelona                    | El Víbora 126-127                          | Historias de realismo sucio (2002)                                                  |                                   |
| 1991             | ¿Culpable?                                           | Makoki (2ª Etapa) 21                       | Historias de realismo sucio (2002), Atajos (2013)                                   |                                   |
| 1991             | Mis queridos señores                                 | El Víbora 138-139                          | Historias de realismo sucio (2002), Atajos (2013)                                   |                                   |
| 1991             | Formación profesional                                | El Víbora 143                              | Historias de realismo sucio (2002)                                                  |                                   |
| 1991             | El Plan Ludke                                        | El Víbora 144                              |                                                                                     | Con Moreno                        |
| 1991             | Dentro de 3 segundos                                 | El Víbora 145                              |                                                                                     |                                   |
| 1992             | Morriña                                              | El Víbora 150                              |                                                                                     |                                   |
| 1992             | Angustias                                            | Makoki (2ª Etapa) 26                       | Historias de realismo sucio (2002)                                                  |                                   |
| 1992             | Orgasmómetro                                         | Makoki (2ª Etapa) 29                       | Historias de realismo sucio (2002), Atajos (2013)                                   |                                   |
| 2000, 2011       | Calvario Hills                                       | Nosotros Somos los Muertos 6/7, La Cruda 5 | Atajos (2013)                                                                       |                                   |
| 2002             | Mal de ojo                                           | El Víbora 267                              | Atajos (2013)                                                                       |                                   |
| 2003             | El hijo del Cid                                      | El Víbora 290                              | Atajos (2013)                                                                       |                                   |

## Monografías
- 1977 Propaganda Moderna (Pastanaga)
- 1984 Taxista, I (La Cúpula)
- 1985 Comer (Unicorn)
- 1987 Museo Vivo. Dieciséis historietistas y su cámara (Instituto de la Juventud del Ministerio de Cultura)
- 1988 Monstruos Modernos (La Cúpula)
- 1989 Terrorista. (Complot: Misión Imposible, núm.16)
- 1989 Doctor Vértigo (La Cúpula)
- 1990 Teléfono erótico, con dibujos de Tobalina (La Cúpula: Colección X, núm. 29)
- 1990 El cuarto poder contra los N.A.D.A. (La Cúpula)
- 1991 Taxista, II (La Cúpula)
- 1992 Call Girl/Línea caliente, con dibujos de Tobalin (La Cúpula: Colección X, núm. 54)
- 1992 Cien dibujos por la libertad de Prensa (Reporteros sin Fronteras)
- 2000 Almanaque extraordinario Bardín baila con la más fea, colectiva (Mediomuerto, núm.5)[2]
- 2002 Historias de realismo sucio (Edicions De Ponent: Sol y sombra, núm.10)
- 2004 Taxista (Glénat España: Integral);
- 2007 Calvario Hills (Coconino Press);
- 2013 Atajos (La Cúpula).
- 2023 Taxista. Edición definitiva (La Cúpula).[8]